# Nemastomella cristinae
Espèce
Synonymes
- Nemastoma cristinae Rambla, 1969

Nemastomella cristinae est une espèce d'opilions dyspnois de la famille des Nemastomatidae.

## Distribution
Cette espèce est endémique de Castille-et-León en Espagne. Elle se rencontre vers Cármenes sur le versant sud du Puerto de Piedrafita.

## Description
Le mâle holotype mesure 1,96 mm et la femelle paratype 1,97 mm.

## Systématique et taxinomie
Cette espèce a été décrite sous le protonyme Nemastoma cristinae par en Rambla, 1969. Elle est placée dans le genre Nemastomella par Staręga en 1987

## Étymologie
Cette espèce est nommée en l'honneur de Cristina Rambla.

## Publication originale
- Rambla, 1969 : « Una n. sp. del gen. Nemastoma, grupo bacilliferum, de la Peninsula Ibérica (Opiliones, Fam. Nemastomatidae). » Publicaciones del Instituto de Biologia Aplicada, vol. 47, p. 89–96.